# Lachshering

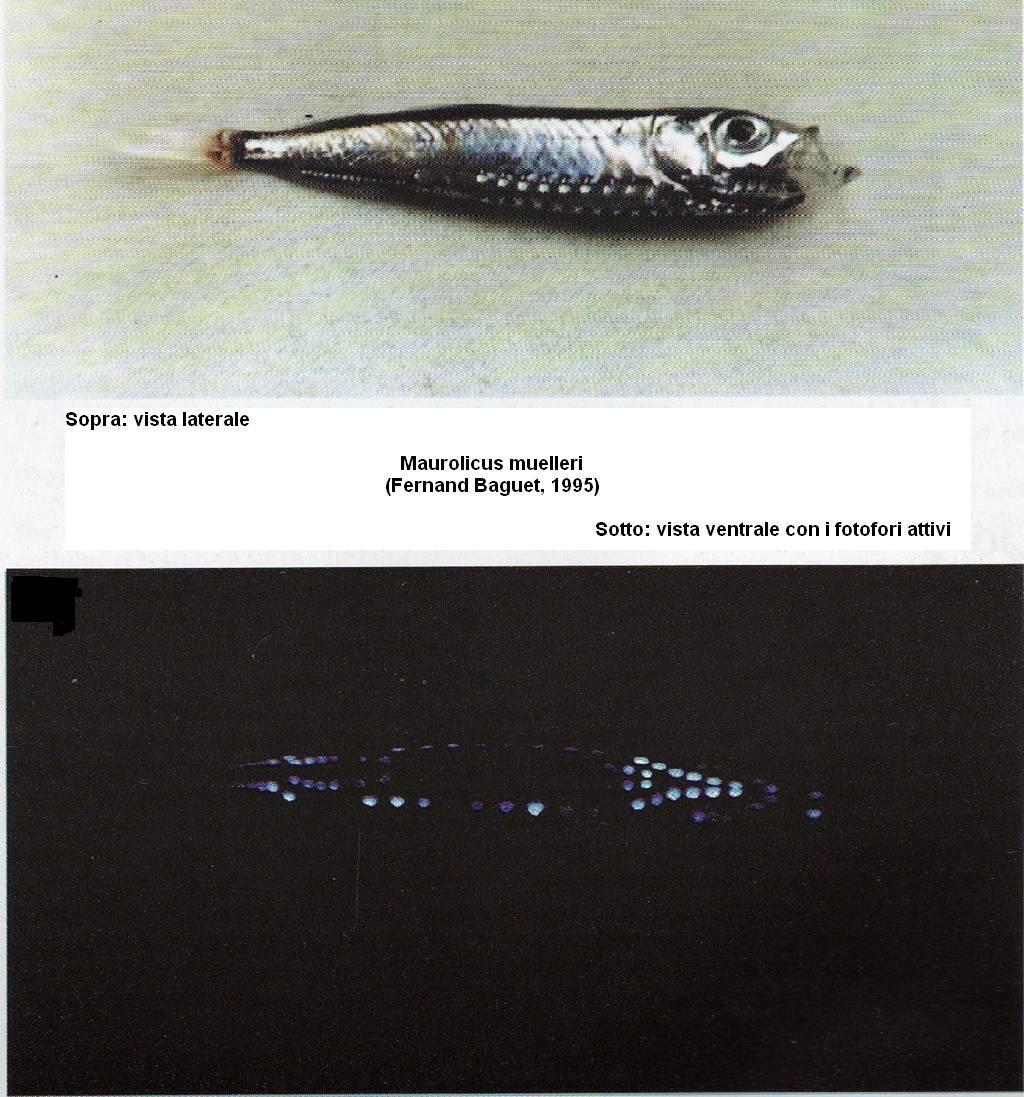
Seitenansicht (oben) und Bauchansicht (unten) mit Leuchtorganen

Der Lachshering (Maurolicus muelleri) ist ein kleiner Tiefseefisch aus der Familie der Tiefsee-Beilfische (Sternoptychidae). Die Fische leben hauptsächlich im Atlantik. Das Vorkommen zieht sich in dessen östlichem Teil von den Küsten Norwegens (auch in vielen Fjorden) und Islands über das westliche Mittelmeer bis zur Küste des westafrikanischen Senegal und dann wieder von der Küste des Kongo bis nach Namibia. In der Nordsee fehlt der Lachshering jedoch. Im westlichen Atlantik gibt es Vorkommen von Maine bis in die Karibik und den Golf von Mexiko, außerdem über die Magellanstraße bis in den südöstlichen Pazifik vor der Küste Chiles.

## Merkmale
Der Körper der Lachsheringe ist von silbrigen Schuppen bedeckt, der Rücken ist dunkel, von grünblauer Farbe. Im Unterschied zu den meisten anderen Arten der Tiefsee-Beilfische ist der Lachshering von normaler Fischgestalt. Er hat nur eine, hinten sitzende Rückenflosse und eine niedrige, lange Fettflosse.
Die Fische werden sieben bis acht Zentimeter lang.
Flossenformel: Dorsale 9–11, Anale 19–24

## Lebensweise
Lachsheringe leben mesopelagisch im offenen Meer tagsüber in Tiefen von 150 bis 250 Metern, maximal von bis zu 1500 Metern. Sie unternehmen Vertikalwanderungen und steigen in der Nacht bis in eine Tiefe von 50 Metern unter der Wasseroberfläche auf. Sie fressen vor allem Copepoden und Krill und sind selber eine wichtige Nahrung für viele Raubfische.
Lachsheringe laichen von März bis September. Ein Weibchen legt 200 bis 500 Eier, die zur Wasseroberfläche aufsteigen. Ab dem Alter von einem Jahr sind die Tiere geschlechtsreif, das höchste dokumentierte Alter beträgt drei Jahre.